# Ji Yun-nam
Đây là một tên người Triều Tiên, họ là Chi.
Chi Yunnam hay Ji Yun-nam (지윤남; 志尹南; Chí Duẫn Nam; sinh ngày 20 tháng 11 năm 1976 tại Bình Nhưỡng) là một hậu vệ của Đội tuyển bóng đá quốc gia Cộng hòa dân chủ nhân dân Triều Tiên. Hiện anh đang thi đấu cho câu lạc bộ 25 tháng 4 trong Giải bóng đá vô địch quốc gia CHDCND Triều Tiên.

## Sự nghiệp
Chi Yunnam có thể thi đấu ở vị trí tiền vệ trung tâm và vị trí hậu vệ cánh trái ở đội tuyển quốc gia. Anh đã có 8 trận đấu ở vòng loại World Cup cho Đội tuyển bóng đá quốc gia CHDCND Triều Tiên (bao gồm 3 trận ở vòng loại World Cup 2006 và 5 trận ở vòng loại World Cup 2010). Tại vòng loại World Cup 2010, anh được huấn luyện viên Kim Chŏnghun triệu tập vào đội tuyển cho 5 trận đấu cuối cùng và anh đã có công giúp đội bóng giữ sạch lưới 4/5 trận trong đó có trận đấu cuối cùng ở vòng loại với Ả Rập Saudi để giúp Chollima chính thức trở lại World Cup sau 44 năm.
Chi có tên trong danh sách 23 cầu thủ CHDCND Triều Tiên tham dự World Cup 2010 tại Nam Phi. Anh từng có mặt trong đội hình đội tuyển thất bại trong việc giành vé tham dự World Cup 2006, do đó là một trong những cầu thủ có nhiều kinh nghiệm nhất trong đội hình của huấn luyện viên Kim Chŏnghun tham dự giải đấu này.
Tại World Cup 2010, anh thi đấu trong cả ba trận của đội tuyển. Trong trận đấu mở màn với Brasil, nhận đường chuyền vừa tầm từ cú đánh đầu của Jong Tae-Se, Chi đã đi bóng thoát qua hai hậu vệ Brasil rồi dứt điểm chéo góc hạ gục thủ môn Júlio César rút ngắn tỉ số xuống còn 1-2. Đây cũng là tỉ số chung cuộc của trận đấu.
Chi tiếp tục có tên trong đội hình đội tuyển CHDCND Triều Tiên tham dự Cúp bóng đá châu Á 2011 tại Quatar. Tuy nhiên, anh đã không được ra sân tại giải đấu này và đội tuyển Triều Tiên đã rời giải ngay sau vòng bảng với chỉ 1 điểm và không ghi được bàn thắng nào.

## Bàn thắng cho đội tuyển quốc gia
| # | Ngày                | Địa điểm                                                        | Đối thủ           | Bàn thắng | Kết quả | Giải đấu                |
| - | ------------------- | --------------------------------------------------------------- | ----------------- | --------- | ------- | ----------------------- |
| 1 | 23 tháng 2 năm 2008 | Trung tâm Thể thao Olympic Trùng Khánh, Trùng Khánh, Trung Quốc | Trung Quốc        | 1–3       | Thua    | Cúp bóng đá Đông Á 2008 |
| 2 | 27 tháng 8 năm 2009 | Sân vận động World Games, Cao Hùng, Đài Loan                    | Đài Bắc Trung Hoa | 2–1       | Thắng   | Cúp bóng đá Đông Á 2010 |
| 3 | 15 tháng 6 năm 2010 | Sân vận động Ellis Park, Johannesburg, Nam Phi                  | Brasil            | 1–2       | Thua    | World Cup 2010          |